# Rudolf Karsch
Rudolf Karsch (* 26. Dezember 1913 in Leipzig; † zwischen 9. Dezember und 11. Dezember 1950 in Leipzig) war ein deutscher Radrennfahrer. 1936 gewann er eine olympische Bronzemedaille im 1000-Meter-Zeitfahren.
Karsch startete für den R.C. Wettiner in Leipzig und trainierte bei Joseph Weyand. 1931 entschied er sich, von der Straße auf die Bahn zu wechseln. Er war von 1933 (im September bestritt er seinen ersten Länderkampf in Chemnitz) bis 1939 Mitglied der Nationalmannschaft Deutschlands im Bahnradsport. 1934 gewann er mit Ernst Ihbe (mit dem er zufällig auf das Tandem kam, da Ihbe kurzfristig ohne Partner war) die nationale Meisterschaft im Tandemrennen. 1937 gewannen beide erneut den Titel, obwohl Karsch zuvor häufig erfolgreich mit Heinz Hasselberg auf dem Tandem gefahren war. Hinter Hasselberg wurde er auch Zweiter der Meisterschaft im Zeitfahren.
Bei den Olympischen Spielen 1936 in Berlin belegte er in 1:13,2 Minuten den dritten Platz hinter dem Niederländer Arie van Vliet und dem Franzosen Pierre Georget; Karsch war damit der erste deutsche Olympiamedaillengewinner im Zeitfahren. Sein Trainer Joseph Weyand (ein früherer Straßenfahrer) hatte ihn überzeugt, sich auf diese Strecke zu spezialisieren, da er hier gute Möglichkeiten für einen Olympiastart sah. Bis Olympia hatte Karsch dann alle Wettkämpfe in Deutschland in jener Saison über diese Distanz gewonnen. Mit dem Abriss der Leipziger Radrennbahn 1938 schränkten sich Karschs Trainingsmöglichkeiten deutlich ein. Nach einem schweren Sturz 1939 in Riesa unterbrach er seine Laufbahn.
1950 versuchte Karsch ein Comeback als Bahnfahrer in der BSG Stahl Südwest Leipzig. Karsch starb im Dezember desselben Jahres unter ungeklärten Umständen, als in seiner Wohnung Gas ausströmte.

## Berufliches
Karsch, ein gelernter Maschinenmeister, war zuletzt beim Rat der Stadt Leipzig angestellt.